# Ruth Simon
Pour les articles homonymes, voir Simon.
Ruth Simon, née le 16 février 1962, est une journaliste érythréenne.

## Biographie
Née en 1962, elle milite au sein du Front populaire de libération de l'Érythrée pendant la guerre d'indépendance de l'Érythrée (commencée avant sa naissance et qui dure jusqu'en 1991), dirigeant ses publications secrètes.
Après la guerre, elle est arrêtée le 25 avril 1997 par le gouvernement érythréen en tant que correspondante de l'Agence France-Presse (AFP),. Le Comité pour la protection des journalistes basé aux États-Unis déclare qu'elle est arrêtée pour avoir signalé une prétendue déclaration du président Isaias Afwerki selon laquelle des soldats érythréens se battaient avec des groupes rebelles soudanais. Le Front du peuple pour la démocratie et la justice, le parti d'Afewerki, publie une déclaration le lendemain, qualifiant de «distorsion flagrante» la déclaration en cause et affirmant que les forces érythréennes ne participent pas à la Seconde guerre civile soudanaise. Elle est la première journaliste à être arrêtée en Érythrée depuis son indépendance quatre ans auparavant.
Ruth Simon reste sans procès jusqu'en mai 1998, lorsque Isaias Afwerki annonce que la journaliste serait jugé et que l'Érythrée poursuivrait l'AFP pour la propagation de fausses informations par le biais d'un «soi-disant agent». Reporters sans frontières, tout comme le Groupe de travail des Nations unies sur la détention arbitraire, et le Comité pour la protection des journalistes (CPJ), font appel en son nom,. En novembre de cette année, elle reçoit le prix international de la liberté de la presse de ce Comité pour la protection des journalistes (CPJ) par contumace, première Érythréenne à remporter le prix,. Le 29 décembre 1998, elle est libérée sans jamais avoir été jugée,.
Elle est divorcée et a trois enfants. Beaucoup de couples qui se sont construits durant le combat pour l'indépendance se sont défaits ensuite : « Les hommes ont changé, ils sont redevenus traditionnels », indique-t-elle dans un entretien : « ils avaient cette mentalité depuis des générations: quand ils sont allés au front, ils ont été obligés d’accepter la politique d’égalité entre les hommes et les femmes du FPLE... quand ils sont revenus en ville après la libération, le gouvernement avait d’autres priorités, il ne s’est pas préoccupé de l’émancipation des femmes... et les hommes ont repris leurs vieilles mentalités ».